# Municipio de Great Swamp
El municipio de Great Swamp (en inglés: Great Swamp Township) es un municipio ubicado en el  condado de Wayne en el estado estadounidense de Carolina del Norte. En el año 2010 tenía una población de 2.362 habitantes.

## Geografía
El municipio de Great Swamp se encuentra ubicado en las coordenadas 35°33′30.58″N 78°1′1.96″O / 35.5584944, -78.0172111.